# Guila Bustabo
Guila Bustabo, née Teressina Bustabo, est une violoniste américaine, née à Manitowoc (Wisconsin) le 25 février 1916 et morte à Birmingham (Alabama) le 27 avril 2002. Elle a enregistré de nombreux concertos pour violon, notamment ceux de Max Bruch en 1940 et de Ludwig van Beethoven en 1943. Elle est également la dédicataire du concerto pour violon de Ermanno Wolf-Ferrari.

## Biographie
Guila Bustabo est née à Manitowoc, dans le Wisconsin, en 1916 sous le nom de Teressina Bustabo. Elle a commencé à jouer du violon à l'âge de deux ans. À trois ans, elle a joué en privé pour Frederick Stock, le chef de l'Orchestre symphonique de Chicago. À trois ans, sa famille déménage à Chicago afin qu'elle puisse étudier avec Ray Huntington au Collège de musique de Chicago (en). À l'âge de cinq ans, elle a étudié à Chicago avec Leon Sametini, un ancien élève du virtuose et compositeur du XIXe siècle-début du XXe siècle, Eugène Ysaÿe. À neuf ans, elle a joué avec l'Orchestre symphonique de Chicago et elle a également joué avec le Philadelphia Orchestra et le National Orchestral Association. Encore prodige, elle a ensuite étudié à la Juilliard School of Music avec Louis Persinger.
Sa carrière a toujours été étroitement contrôlée par sa mère Blanche (1895-1992), à la poigne de fer ; et ce, jusqu'à la fin des jours de celle-ci. Guila Bustabo a dit : « Menuhin s'est éloigné de ses parents. Il a eu la chance que je n'ai jamais eue avec la mienne. » Ce commentaire n'a pas affaibli ses relations avec Yehudi Menuhin : ce dernier était un de ses camarades de Juilliard. »
Elle a fait ses débuts au Carnegie Hall à l'âge de quinze ans, en jouant le Concerto pour violon nº 2 de Wieniawski. Un an plus tard, elle fait ses débuts en récital au Carnegie Hall avec Louis Persinger au piano, devant un auditoire qui comprenait Arturo Toscanini. À dix-huit ans, elle part en tournée en Angleterre, en Europe continentale et en Asie. Cette même année, elle a acquis un violon Guarnerius del Gesù. L'acquisition de cet instrument rare a été attribuée à un groupe de musiciens professionnels, y compris Toscanini, Fritz Kreisler et à l'aristocrate britannique Lady Ravensdale,. Il est possible que tous aient participé. En 1938 et 1939, elle est retournée à New York, donnant des concerts avec l'Orchestre philharmonique de New York.

### Un nuage au cours de sa carrière
Bustabo a fait des tournées en Europe et en Asie. Elle a joué sous la baguette de chefs célèbres, y compris Sir Thomas Beecham, Issay Dobrowen, Albert Coates, Hermann Abendroth, Wilhelm Furtwängler, Oswald Kabasta, Herbert von Karajan et Willem Mengelberg. Blanche Bustabo avait décidé que Guila resterait en Europe et jouerait en Allemagne et dans les pays occupés par les nazis pendant la Seconde Guerre mondiale.
Ses concerts avec Mengelberg pendant cette période lui ont causé des difficultés à la fin de la guerre. Le maestro néerlandais a joué en Allemagne avec le Concertgebouw Orchestra d'Amsterdam depuis le début de la guerre jusqu'en 1942 et par la suite a continué ses concerts dans d'autres territoires occupés, ce qui a entraîné à la fin de la guerre une interdiction de ses concerts aux Pays-Bas pendant cinq ans. Ceci, à son tour, a donné lieu à l'arrestation de Bustabo à Paris, quand le général Patton a découvert qu'elle avait joué en soliste avec Mengelberg pendant certains des spectacles en question, ainsi que lors d'autres concerts dans les territoires occupés,. Ses relations avec le chef d'orchestre Oswald Kabasta, si elles avaient été connues de Patton, n'auraient pas aidé la cause de Bustabo, car Kabasta était réputé être un ardent nazi. Ces charges, qui font partie du programme de dénazification, ont été abandonnées. Toutefois, en raison de cette situation, sa carrière n'a pu se poursuivre aux États-Unis. Elle a continué à se produire en Europe durant les années 1950 et 1960.

## Éloges
Certains des compositeurs contemporains admiraient le travail de Bustabo. Jean Sibelius aurait dit de son interprétation de son propre concerto pour violon durant l'été 1937 qu'elle avait joué comme il « l'avait imaginé lorsque je l'ai composé ». Ermanno Wolf-Ferrari a composé un concerto pour elle. Il est ensuite devenu son partenaire de récital lors des tournées en Scandinavie, Allemagne, Italie et Espagne. Le compositeur moins connu Otmar Nussio a également composé un concerto pour elle. Ces trois concertos sont parmi ses interprétations enregistrées qui sont disponibles sur CD. On a également enregistré des interprétations en direct du Concerto pour violon no 1 de Max Bruch avec Mengelberg et l'Orchestre du Concertgebouw. À une époque donné dans sa carrière, Bustabo était une artiste associée à Columbia Records. Columbia a publié plusieurs enregistrements en studio de courtes pièces de récital de violon.